# Pittosporum spinescens
Espèce
Synonymes
- Citriobatus javanicus Boerl. & Koord.[1]
- Citriobatus megacarpus F. Muell.[2]
- Citriobatus megacarpus F.Muell.[1]
- Citriobatus papuanus Schodde[2]
- Citriobatus pauciflorus A. Cunn. ex Loudon[2]
- Citriobatus spinescens (F. Muell.) Druce[2]
- Ixiosporum spinescens F. Muell.[2]
- Ixiosporum spinescens F.Muell.[1]
- Pittosporum multiflorum (A.Cunn. ex Loudon) L.W.Cayzer, Crisp & I.Telford[1]
- Pittosporum spinescens (F.Muell.) L.W.Cayzer, Crisp & I.Telford[1]

Pittosporum spinescens est une espèce de plantes de la famille des Pittosporaceae. C'est un arbuste trouvé en Australie et en Nouvelle-Guinée.

## Description
Pittosporum spinescens atteint une hauteur de 7 mètres et un diamètre à hauteur de poitrine de 30 cm. Elle a de petites feuilles regroupées sur de courtes branches qui se terminent souvent par une pointe effilée.
P. spinescens est très semblable en apparence à Pittosporum multiflorum, qui lui est étroitement apparenté, mais se distingue facilement par la totalité de ses bords, ce qui contraste avec les bords des feuilles dentées de cette dernière.
La plante produit des fruits comestibles de 2 à 3 cm de diamètre.

## Répartition
Pittosporum spinescens  se trouve dans les forêts claires et les forêts humides les moins pluvieuses du nord et de l'est de l'Australie et de la Nouvelle-Guinée.

## Source de la traduction
- (en) Cet article est partiellement ou en totalité issu de l’article de Wikipédia en anglais intitulé « Pittosporum spinescens » (voir la liste des auteurs).